# 개그콘서트의 코너 목록
여아래는 KBS 2TV에서 방송되고 있는 《개그콘서트》의 코너 목록이다.

## ㄱ
- 구지구지 (출연 : 홍현호, 정승환, 송영길, 심정은, 황은비, 김병욱) (2024.12.01. ~ 2024.12.15.)
- 그들이 사는 세상 (출연 : 이광섭, 조현민, 김병욱, 최기문, 황은비) (2024.03.24. ~ 2024.06.09.)
- 극단적 극단 공연하고 싶어요 (출연 : 오민우, 오정율, 유연조, 김영구, 장현욱, 황혜선) (2025.06.22. ~ 2025.06.29.)
- 금쪽 유치원 (출연 : 정범균, 홍현호, 이수경) (2023.11.12. ~ 2024.09.29.)
- 김진곤 씨! (출연 : 김진곤, 홍순목, 이광섭, 이원구, 박은영, 서아름, 오민우, 장현욱, 최기문) (2024.07.07. ~ 2024.11.10.)

## ㄴ
- 니퉁의 인간극장 (출연 : 김지영, 박형민, 김영희) (2023.11.12. ~ 2024.06.09.)
- 나숙이 (출연 : 정태호, 나현영, 심정은) (2025.01.12. ~ 2025.04.06.)

## ㄷ
- 대학로 연기 맛집 (출연 : 정태호, 홍순목, 이현정, 이광섭) (2025.06.29. ~ 2025.07.06.)
- 대한결혼만세 (출연 : 김현기, 정범균, 오정율, 박성호, 정찬민) (2023.11.12. ~ 2023.12.24.)
- 데프콘 어때요 (출연 : 조수연, 신윤승, 박민성) (2023.11.12. ~ 2024.12.22.)

## ㄹ
- 런웨잇 (출연 : 송병철, 방주호, 장준희, 송재인, 임성욱, 심문규) (2025.03.23. ~ 2025.05.11.)
- 레이디액션 (출연 : 신윤승, 박민성, 임슬기, 임선양) (2024.02.18. ~ 2024.06.23.)
- 레이디 뉴스 (출연 : 송병철, 김여운, 남현승, 채효령, 어영진) (2025.04.13. ~ 2025.04.13.)

## ㅁ
- 마지막 출근 (출연 : 김진곤, 이정수, 정세협, 심영보, 홍예슬) (2024.04.21. ~ 2024.06.23.)
- 만담듀오 희극인즈 (출연 : 신윤승, 박민성) (2024.06.16. ~ 2024.11.10.)
- 미운 우리 아빠 (출연 : 오민우, 나현영, 송영길) (2024.01.07. ~ 2024.06.16.)
- 미스 캐스팅 (출연 : 정승환, 송영길, 전재민, 김회경, 서아름) (2024.05.26. ~ 2024.06.16.)
- 믿는 우리 새끼 (출연 : 홍순목, 김진곤, 이광섭, 이정인) (2025.01.19. ~ 2025.04.27.)

## ㅂ
- 바니바니 (출연 : 이광섭, 김혜선, 박은영, 조수연, 이정인, 스테판 지겔, 오민우) (2023.11.12. ~ 2023.12.17.)
- 바디언즈 (출연 : 김시우(바디언즈 1호), 남현승(바디언즈 2호), 정태호(바디언즈 3호)) (2024.02.18. ~ 2024.04.21.)
- 볼게요 (출연 : 정태호, 송병철, 나현영, 최기문) (2023.11.12. ~ 2023.12.24.)
- 봉숭아 학당 (출연 : 김원효, 송준근, 신윤승, 임슬기, 박은영, 김희원) (2023.11.12. ~ 2024.04.14.)
- 부담 식당 (출연 : 홍순목, 김진곤, 이광섭, 이정인, 황혜선) (2025.05.25. ~ 2025.05.25.)
- 뼈GYM (출연 : 김회경, 임슬기, 권은영) (2024.01.07. ~ 2024.02.18.)
- 뽕짝소년단 (출연 : 윤형빈, 코쿤(슈야, 윤원기, 전재민, 강주원)) (2024.10.06. ~ 2024.10.13.)

## ㅅ
- 쇼츠 메이커 (출연 : 한수찬, 서성경) (2025.05.18. ~ 2025.06.08.)
- 숏폼플레이 (출연 : 정범균, 장현욱, 정승우, 오민우, 윤상민, 오정율, 서아름, 채효령, 이수경, 박형민) (2023.11.12. ~ 2024.02.04.)
- 스튜디오 도롱뇽 (출연 : 송병철, 정태호, 이세진, 이준수, 황은비) (2024.12.08. ~ 2025.02.02.)
- 습관적 부부 (출연 : 임종혁, 홍예슬, 장윤석) (2024.06.30. ~ 2025.01.26.)
- 심의위원회 피해자들 (출연 : 박휘순, 오지헌, 이상준, 송영길, 정승환) (2024.06.23. ~ 2024.11.17.)

## ㅇ
- 아빠의 도전 (출연 : 이광섭, 정태호, 김영희, 서성경, 강명선) (2025.05.04. ~ 2025.05.11.)
- 알지맞지 (출연 : 정태호, 남현승, 김시우, 채효령) (2024.05.12. ~ 2025.01.12.)
- 어쩔 꼰대 (출연 : 김진철, 김민기, 황은비) (2024.07.07. ~ 2024.08.25.)
- 오스트랄로삐꾸스 (출연 : 신윤승, 이종훈, 김지호) (2024.09.01. ~ 2025.05.11.)
- 우리 둘의 블루스 (출연 : 코쿤(새암, 슈야, 윤원기, 전재민, 강주원)) (2023.11.12. ~ 2024.01.14.)
- 이정수C 정세협C (출연 : 이정수, 정세협) (2024.10.06. ~ 2024.12.15.)
- 이토록 친절한 연애 (출연 : 박성광, 송준근, 최기문, 이수경, 황은비, 황혜선) (2024.11.17. ~ 2025.04.20.)

## ㅈ
- 지구 종말 1분 전[1] (출연 : 이세진, 김니나, 정승빈, 홍현호, 이창윤, 이재성[2]) (2024.03.10. ~ 2024.04.07.)
- 지옥의 출근길 (출연 : 박성광, 이정수, 정세협, 서유기, 어영진, 황혜선, 강주원, 윤재웅, 서성경) (2025.05.18. ~ 2025.07.06.)
- 진상 조련사 (출연 : 이광섭, 송영길, 김시우) (2023.11.12. ~ 2023.11.19.)
- 쭈꾸미 게임 (출연 : 이정수, 김여운, 오정율, 정세협, 이세진) (2025.06.29. ~ 2025.07.13.)

## ㅊ
- 참관수업 (출연 : 송병철, 김영희, 오정율, 이정인, 임선양, 임슬기, 조현민) (2024.12.15. ~ 2025.02.09.)
- 참... 선배 (출연 : 송영길, 나현영, 오민우) (2024.11.10. ~ 2024.11.17.)
- 최악의 악(?) (출연 : 정태호, 임재백, 나현영) (2023.12.03. ~ 2024.05.05.)

## ㅋ
- 킹받쥬 (출연 : 송준근, 김태원, 송필근, 채효령) (2023.12.03. ~ 2024.02.25.)

## ㅌ
- 테크놀로지아 (출연 : 송병철, 홍현호, 나현영, 오정율) (2025.07.13. ~ 2025.07.20.)
- 텐션 UP (출연 : 송병철, 김지호, 정태호) (2025.05.04. ~ 2025.05.04.)

## ㅍ
- 팩트라마 (출연 : 정승환, 이정인, 김태영, 채효령, 김회경, 송영길, 서아름, 윤승현) (2023.11.12. ~ 2024.03.03.)

## ㅎ
- 하이픽션 조선시대 (출연 : 김시우, 방주호, 장준희, 홍현호, 최기문, 홍예슬, 나현영, 이세진, 배정근, 조래훈, 이상민, 이상호, 임성욱) (2023.11.12. ~ 2024.02.18.)
- 해바라기 포장마차 (출연 : 이정수, 이세진, 조현민, 정세협, 김병욱, 김여운, 오정율) (2025.02.02. ~ 2025.04.27.)
- 형이야 (출연 : 정태호, 장현욱) (2023.11.12. ~ 2023.11.19.)
- 호위무사 (출연 : 홍현호, 이창윤, 강주원, 송영길, 정승환, 김병욱, 김회경) (2024.01.21. ~ 2024.04.14.)
- 혹시 몰라서 (출연 : 이종훈, 오민우, 송준근, 김지호) (2024.11.17. ~ 2024.12.01.)
- 히어로입니다만 (출연 : 김지영, 정범균, 김영희, 이준수, 최선영) (2024.08.18. ~ 2024.11.17.)